# Horemheb

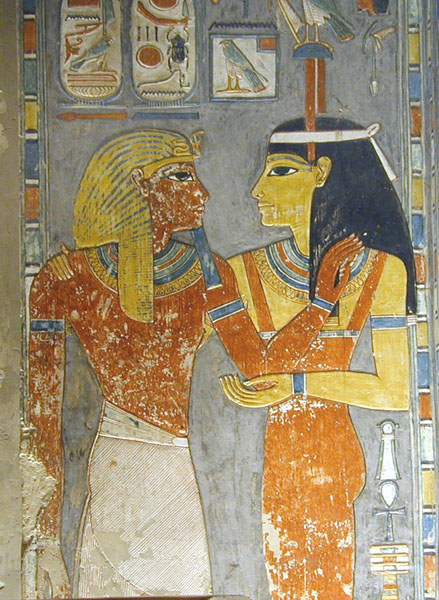
La Tombe de Horemheb.

Horemheb, alternativ stavning Haremheb, var en farao i det forntida Egypten och den siste faraon i den artonde dynastin under tiden för det Nya riket. Han regerade från 1319 f.Kr. till 1292 f.Kr. alt. från 1306 f.Kr.
Horemheb var militär och faraonernas rådgivare, en av Tutankhamuns mest inflytelserika. Tutankhamun dog i tonåren och efterträddes av Ay som var mycket gammal och dog efter en kort tid. Horemheb, som i praktiken haft makten i egenskap av överbefälhavare, blev nu också farao. Hans härkomst var av allt att döma icke kunglig. Horemheb anses ha varit en mycket kapabel regent och militär, som räddade de egyptiska intresseområdena i Palestina som var i fara från norr av Hettiterna. Horemheb, som troligen var barnlös, valde Paramesse till sin medregent och efterträdare och denne blev med namnet Ramses I grundare av den nittonde dynastin och inledde en glansperiod i Egyptens historia.
Under Horemheb återinfördes den gamla troslärans symboler och rituella ordningar i sitt fulla omfång. Genom stränga lagar återupprättades ordningen i landet efter de svåra inbördes strider som skakat staten i dess grundvalar.
Horemheb begravdes i KV57 i Konungarnas dal men hans mumie har aldrig hittats.

## Utmärkelser
Asteroiden 2435 Horemheb är uppkallad efter honom.